# Rimkai (stacja kolejowa)
Rimkai (ros. Римкай) – stacja kolejowa w miejscowości Kłajpeda, w okręgu kłajpedzkim, na Litwie. Położona jest na linii Kretynga – Kłajpeda – Pojegi.
Od stacji odchodzi linia do portu oraz promu w Kłajpedzie.

## Historia
Stacja powstała w XIX w. na drodze zależnej kłajpedzko-wystruckiej. W okresie przynależności Prus Wschodnich do Niemiec nosiła nazwę Karlsberg.